# SNAFU
SNAFU er et akronym som menes opstået i anden verdenskrig i den amerikanske hær. Betegnelsen bruges når "situationen er håbløs, ligesom det plejer".
Fortolkningen går i dag som:
Situation Normal, All Fucked Up
Dog skal det nævnes, at ordet fuck først begyndte at blive et kendt og brugt ord i 1960'ernes USA, og derfor er det sandsynligt, at den oprindelige betydning var "Situation Normal, All Fouled Up"